# Oswald von Richthofen
Oswald von Richthofen (13 de octubre de 1847-17 de enero de 1906) fue secretario de Estado de Asuntos Exteriores en el Imperio alemán. Desempeñó el cargo desde el 23 de octubre de 1900 hasta su muerte. Estudió en Berlín y Heidelberg Ciencias Políticas y Jurisprudencia. Participó en la guerra austro-prusiana y en la guerra franco-prusiana. Ingresó en el Ministerio de Asuntos Exteriores en 1876 e hizo carrera allí hasta que consiguió convertirse en secretario de Estado de Asuntos Exteriores.